# Oblasti na Ukrajině

Správní celky nejvyšší úrovně na Ukrajině

Nejvyššími jednotkami samosprávy a územně-administrativního dělení Ukrajiny je skupina 27 subjektů – 24 oblastí (область), 1 autonomní republika (Автономна республіка) Krym a 2 města se speciálním statusem (місто зі спеціальним статусом) Kyjev a Sevastopol. Krymská autonomní republika a město Sevastopol jsou od roku 2014 předmětem ruské anexe a Ukrajina nad tímto regionem nemá prakticky kontrolu. Ukrajina ani většina zemí světa toto neuznávají, takže de iure tyto jednotky zůstávají součástí Ukrajiny.
Čtyři oblasti z větší části okupované Ruskem (Doněcká, Luhanská, Chersonská a Záporožská oblast) na konci září 2022 Ruská federace prohlásila za svoji součást na základě takzvaných referend, jejichž průběh ve válečném stavu za okupace nepřátelským státem byl mezinárodně kritizován a výsledky nebyly většinou států OSN uznány. Kromě Luhanské oblasti navíc Rusko nemá území žádné z oblastí zcela pod kontrolou.

## Základní charakteristiky
Následující tabulka prezentuje základní charakteristiky oblastí, ale i měst se zvláštním statutem a autonomní republiky Krym.
| Znak | Mapa | Oblast                   | Název v ukrajinštině                                | Správní centrum      | Populace (rok 2019) | Rozloha [km²] | Hustota zalidnění [obyv./km²] | HDP [miliard hřiven] (rok 2018) | HDP na obyvele [hřiven/obyv.] |
| ---- | ---- | ------------------------ | --------------------------------------------------- | -------------------- | ------------------- | ------------- | ----------------------------- | ------------------------------- | ----------------------------- |
|      |      | Čerkaská oblast          | Черкаська область Čerkaska oblasť                   | Čerkasy              | 1 195 615           | 20 916        | 57,2                          | 93,315                          | 76 904                        |
|      |      | Černihivská oblast       | Чернігівська область Černihivska oblasť             | Černihiv             | 989 978             | 31 903        | 31,0                          | 70,624                          | 69 725                        |
|      |      | Černovická oblast        | Чернівецька область Černivecka oblasť               | Černovice            | 899 938             | 8 096         | 111,1                         | 33,903                          | 37 441                        |
|      |      | Dněpropetrovská oblast   | Дніпропетровська область Dnipropetrovska oblasť     | Dnipro               | 3 188 253           | 31 923        | 99,9                          | 369,468                         | 114 784                       |
|      |      | Doněcká oblast           | Донецька область Donecka oblasť                     | Doněck Kramatorsk    | 4 135 969           | 26 517        | 156,0                         | 192,256                         | 45 959                        |
|      |      | Charkovská oblast        | Харківська область Charkivska oblasť                | Charkov              | 2 651 394           | 31 418        | 84,4                          | 233,321                         | 86 904                        |
|      |      | Chersonská oblast        | Херсонська область Chersonska oblasť                | Cherson              | 1 031 345           | 28 461        | 36,2                          | 55,161                          | 52 922                        |
|      |      | Chmelnycká oblast        | Хмельницька область Chmelnycka oblasť               | Chmelnyckyj          | 1 256 541           | 28 461        | 44,1                          | 75,646                          | 59 583                        |
|      |      | Ivanofrankivská oblast   | Івано-Франківська область Ivano-Frankivska oblasť   | Ivano-Frankivsk      | 1 367 948           | 13 927        | 98,2                          | 78,443                          | 57 033                        |
|      |      | Kirovohradská oblast     | Кіровоградська область Kirovohradska oblasť         | Kropyvnyckyj         | 932 914             | 24 588        | 37,9                          | 64,436                          | 67 763                        |
|      |      | Kyjevská oblast          | Київська область Kyjivska oblasť                    | Kyjev                | 1 768 713           | 28 121        | 62,9                          | 198,160                         | 112 521                       |
|      |      | Luhanská oblast          | Луганська область Luhanska oblasť                   | Luhansk Severodoněck | 2 139 276           | 26 683        | 80,2                          | 35,206                          | 16 301                        |
|      |      | Lvovská oblast           | Львівська область Lvivska oblasť                    | Lvov                 | 2 498 683           | 21 831        | 114,5                         | 177,243                         | 70 173                        |
|      |      | Mykolajivská oblast      | Миколаївська область Mykolajivska oblasť            | Mykolajiv            | 1 124 764           | 24 585        | 45,8                          | 79,916                          | 70 336                        |
|      |      | Oděská oblast            | Одеська область Oděska oblasť                       | Oděsa                | 2 367 709           | 33 314        | 71,1                          | 173,241                         | 72 738                        |
|      |      | Poltavská oblast         | Полтавська область Poltavska oblasť                 | Poltava              | 1 385 870           | 28 750        | 48,2                          | 174,147                         | 123 763                       |
|      |      | Rovenská oblast          | Рівненська область Rivnenska oblasť                 | Rovno                | 1 154 071           | 20 051        | 57,6                          | 56,842                          | 49 044                        |
|      |      | Sumská oblast            | Сумська область Sumska oblasť                       | Sumy                 | 1 072 641           | 23 832        | 45,0                          | 68,489                          | 62 955                        |
|      |      | Ternopilská oblast       | Тернопільська область Ternopilska oblasť            | Ternopil             | 1 039 036           | 13 824        | 75,2                          | 49,133                          | 46 833                        |
|      |      | Vinnycká oblast          | Вінницька область Vinnycka oblasť                   | Vinnycja             | 1 545 820           | 26 492        | 58,3                          | 111,498                         | 71 104                        |
|      |      | Volyňská oblast          | Волинська область Volynska oblasť                   | Luck                 | 1 030 647           | 20 144        | 51,2                          | 60,448                          | 58 297                        |
|      |      | Zakarpatská oblast       | Закарпатська область Zakarpatska oblasť             | Užhorod              | 1 252 463           | 12 753        | 98,2                          | 52,445                          | 41 706                        |
|      |      | Záporožská oblast        | Запорізька область Zaporizka oblasť                 | Záporoží             | 1 695 830           | 27 183        | 62,4                          | 147,076                         | 85 784                        |
|      |      | Žytomyrská oblast        | Житомирська область Žytomyrska oblasť               | Žytomyr              | 1 214 971           | 29 827        | 40,7                          | 77,110                          | 62 911                        |
|      |      | město Kyjev              | місто Київ misto Kyjiv                              | Kyjev                | 2 917 783           | 836           | 3 960,2                       | 833,069                         | 283 097                       |
|      |      | město Sevastopol         | місто Севастополь misto Sevastopol                  | Sevastopol           | -                   | 864           | -                             | -                               | -                             |
|      |      | Autonomní republika Krym | Автономна Республіка Крим Avtonomna Respublika Krym | Simferopol           | -                   | 26 081        | -                             | -                               | -                             |
|      |      | CELKEM Ukrajina          |                                                     | Kyjev                | 41 858 172          | 603 549       | 72,6                          | 3 560,596                       | 84 235                        |

## Tematické mapy

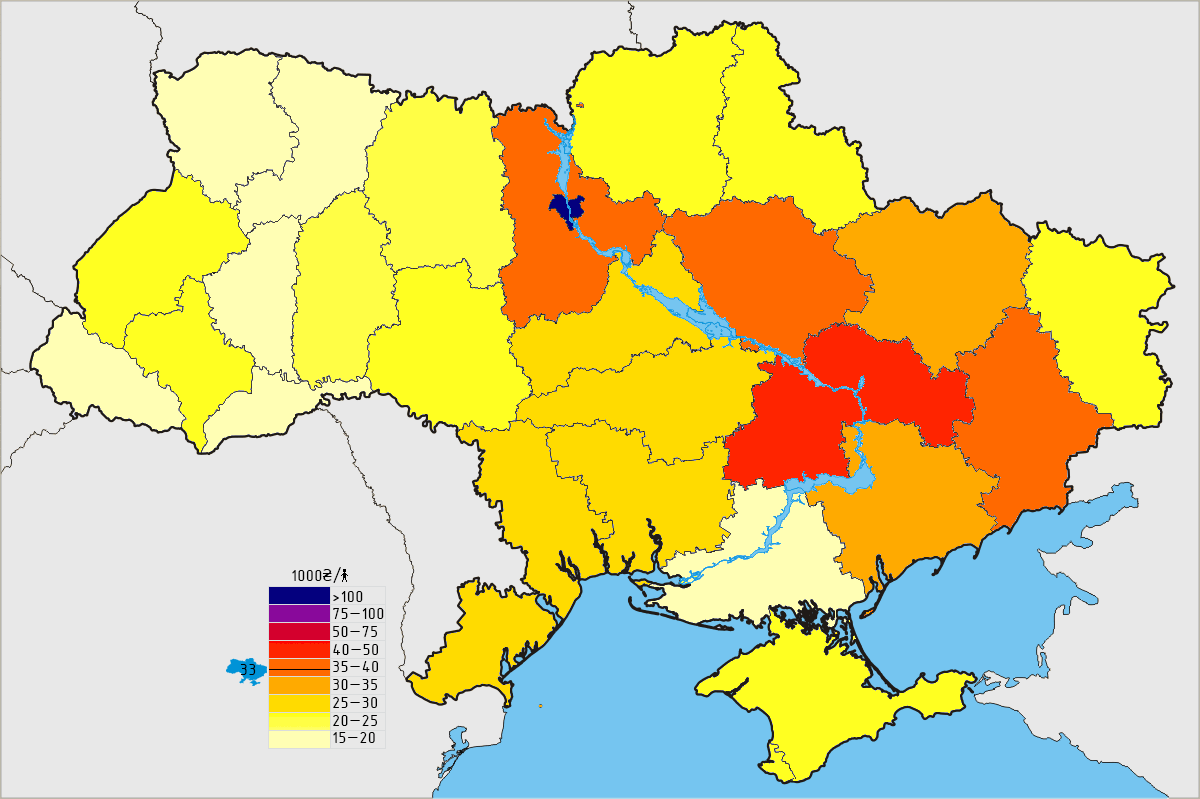
Regionální HDP v přepočtu na obyvatele (rok 2013)
Mapa Ukrajiny s červeně vyznačeným územím pod kontrolou Luhanské a Doněcké lidové republiky
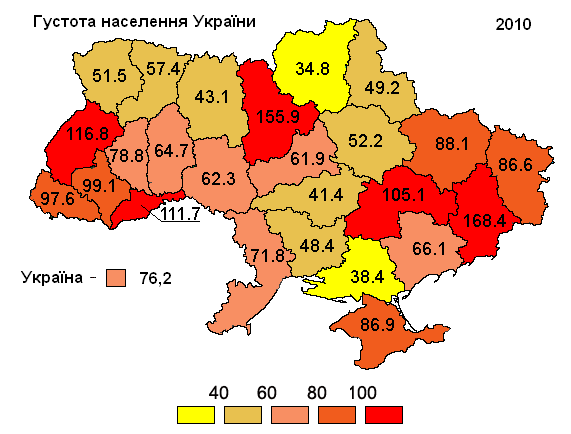
Hustota osídlení (rok 2010)
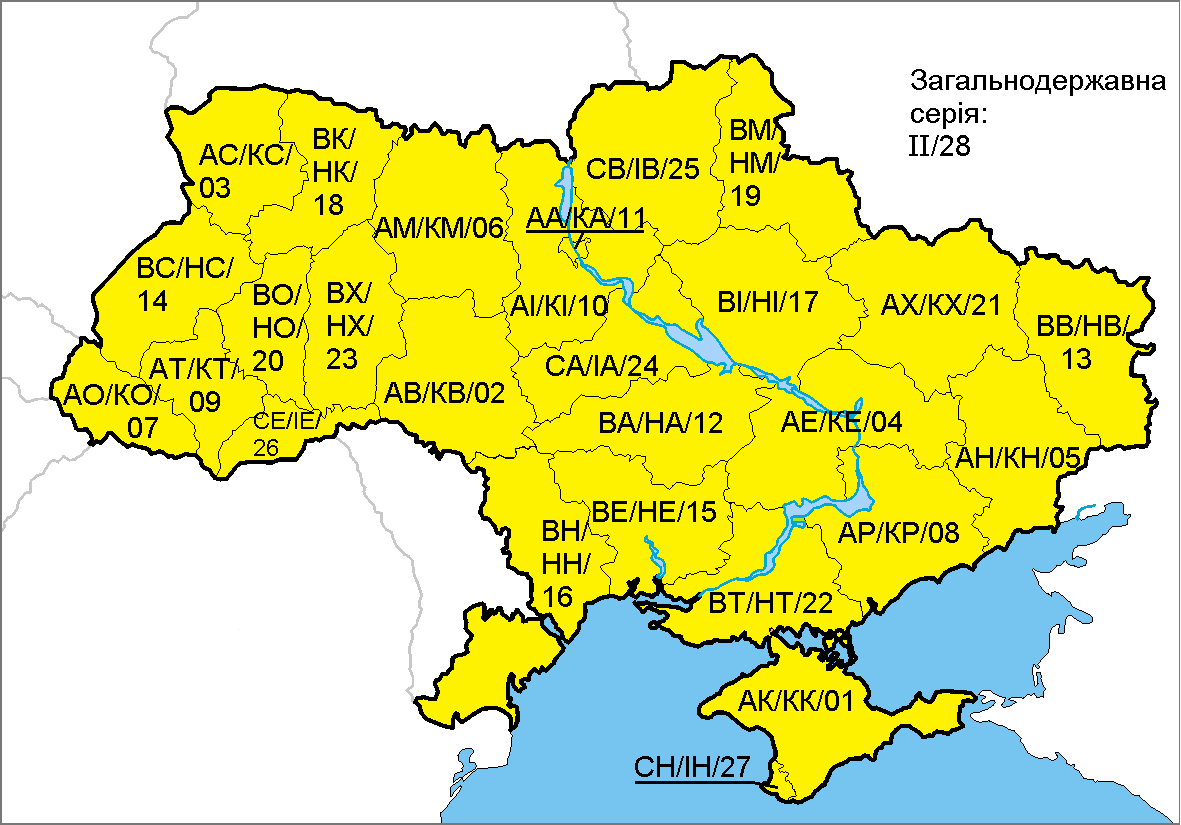
Státní poznávací značky na Ukrajině
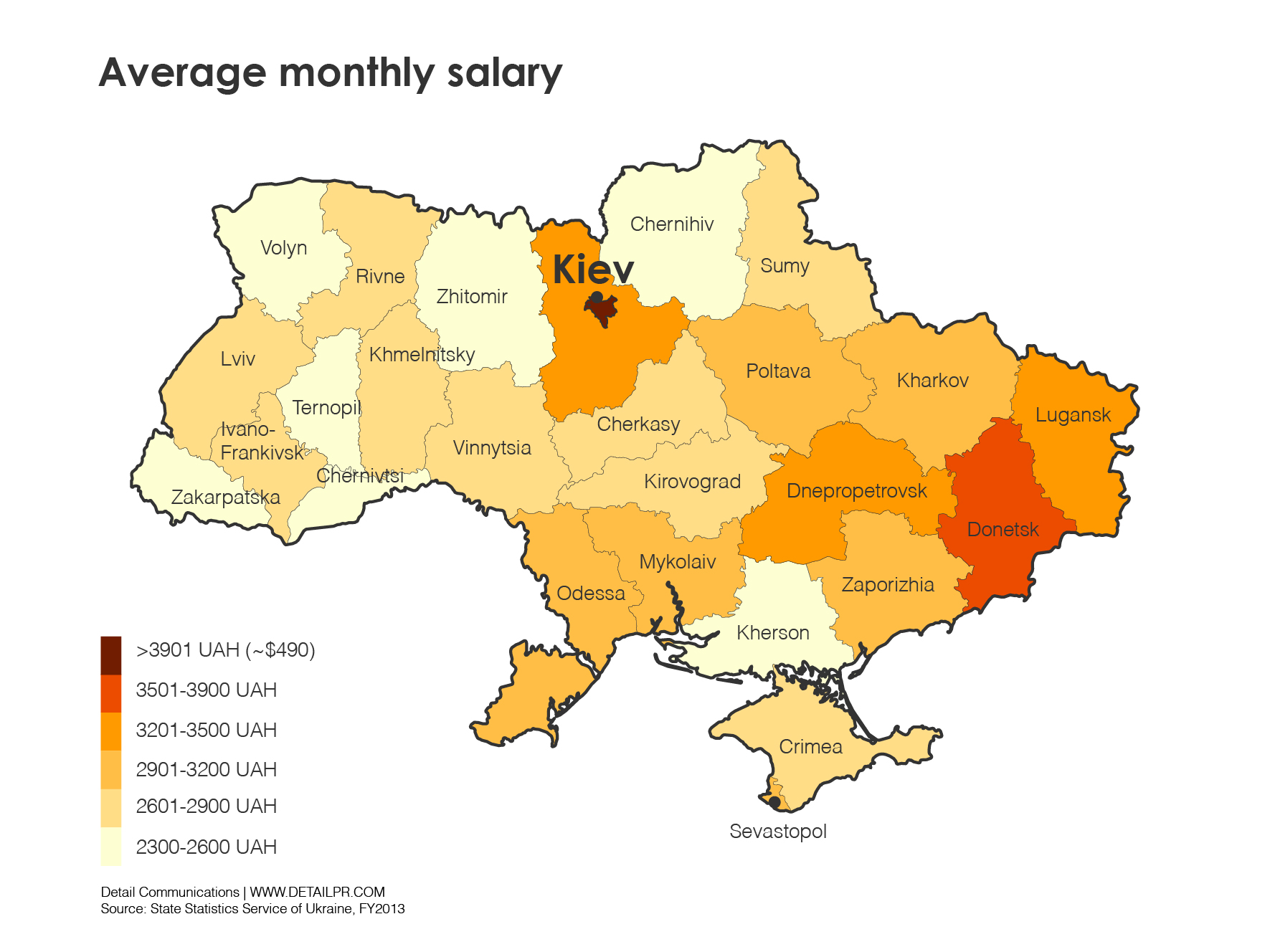
Průměrný měsíční plat (rok 2013)
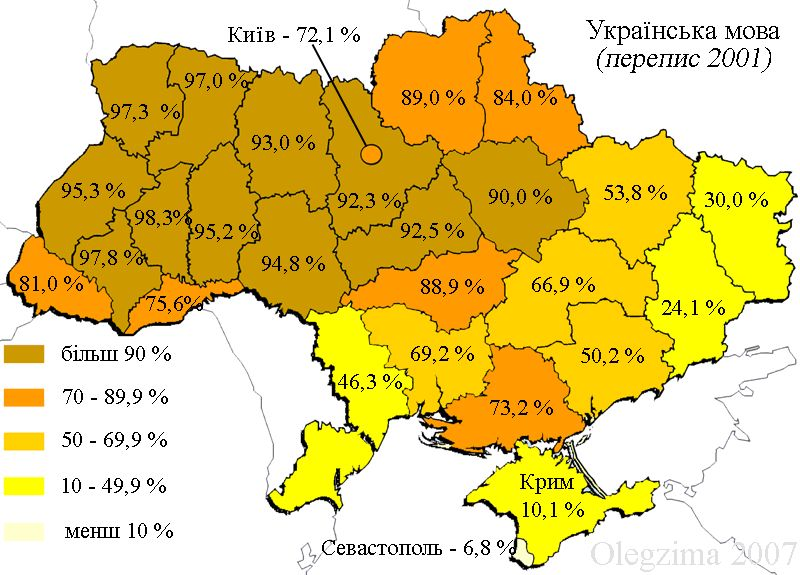
Rozšíření ukrajinštiny (rok 2001)